# Peugeot 206
O Peugeot 206 é um automóvel hatch de segmento B ("compacto" no Brasil), fabricado pela marca francesa de carros Peugeot de 1998 até 2016.

## O projeto
Durante o começo da década de 1990, a Peugeot decidiu não substituir o Peugeot 205 directamente, citando que os superminis já não eram mais lucrativos nem valiam a pena. Em seu lugar a Peugeot optou por uma estratégia diferenciada e decidiu que seu novo supermini, o Peugeot 106 (lançado em 1991) tomaria as vendas dos modelos 205 mais simples, enquanto os modelos mais simples da família Peugeot 306, lançada em 1993 para substituir o Peugeot 309, substituiria as versões mais completas do 205. Entre o 106 e 306, a Peugeot esperava que o 205 não precisaria ser substituído, e poderia ser descontinuado gradualmente, enquanto seus consumidores teriam opções tanto acima quanto abaixo da gama 205.
Infelizmente para a Peugeot, a estratégia não funcionou. Com a descontinuação do 205, carros rivais como o Ford Fiesta e Volkswagen Polo continuaram a vender bem e até tiveram sua popularidade ampliada, e sem um rival direto, a Peugeot perdia vendas rapidamente. Um novo supermini era necessário e o 206 foi lançado em 1998 como um substituto tardio para o 205.
Apesar do nome 206 indicar uma continuação direta do 205, alguns críticos afirmam que o carro deveria ser nomeado 207, devido a aplicação da nomenclatura da "geração 6" entre o começo e o meio da década de 1990, com o 106 em 1991, o 306 em 1993 e o 406 em 1995.
Seu sucessor, o Peugeot 207, foi lançado em 2008 mas a Peugeot anunciou intenções de manter o 206 em produção até 2010. Até 2007, o 206 é o carro mais vendido de todos os tempos da Peugeot, e seu fim em 2010 vai marcar o final da "geração 6" após quase 20 anos.
Na Europa era fabricado na França e Inglaterra até o final de 2006, quando a produção foi transferida para a Eslováquia. O final da produção no Reino Unido coincidiu com o fechamento da fabrica de Ryton que a Peugeot recebeu com a compra da operação europeia da Chrysler em 1979. E no Brasil, ele conviveu cerca de 1 ano e meio juntamente com o Peugeot 207, saindo de linha no final de 2009.
Sem um carro da Citroën do qual poderia aproveitar a estrutura (o Citroën Saxo compartilhava a plataforma com o 106), a Peugeot desenvolveu uma plataforma nova para o 206.

## Panorama

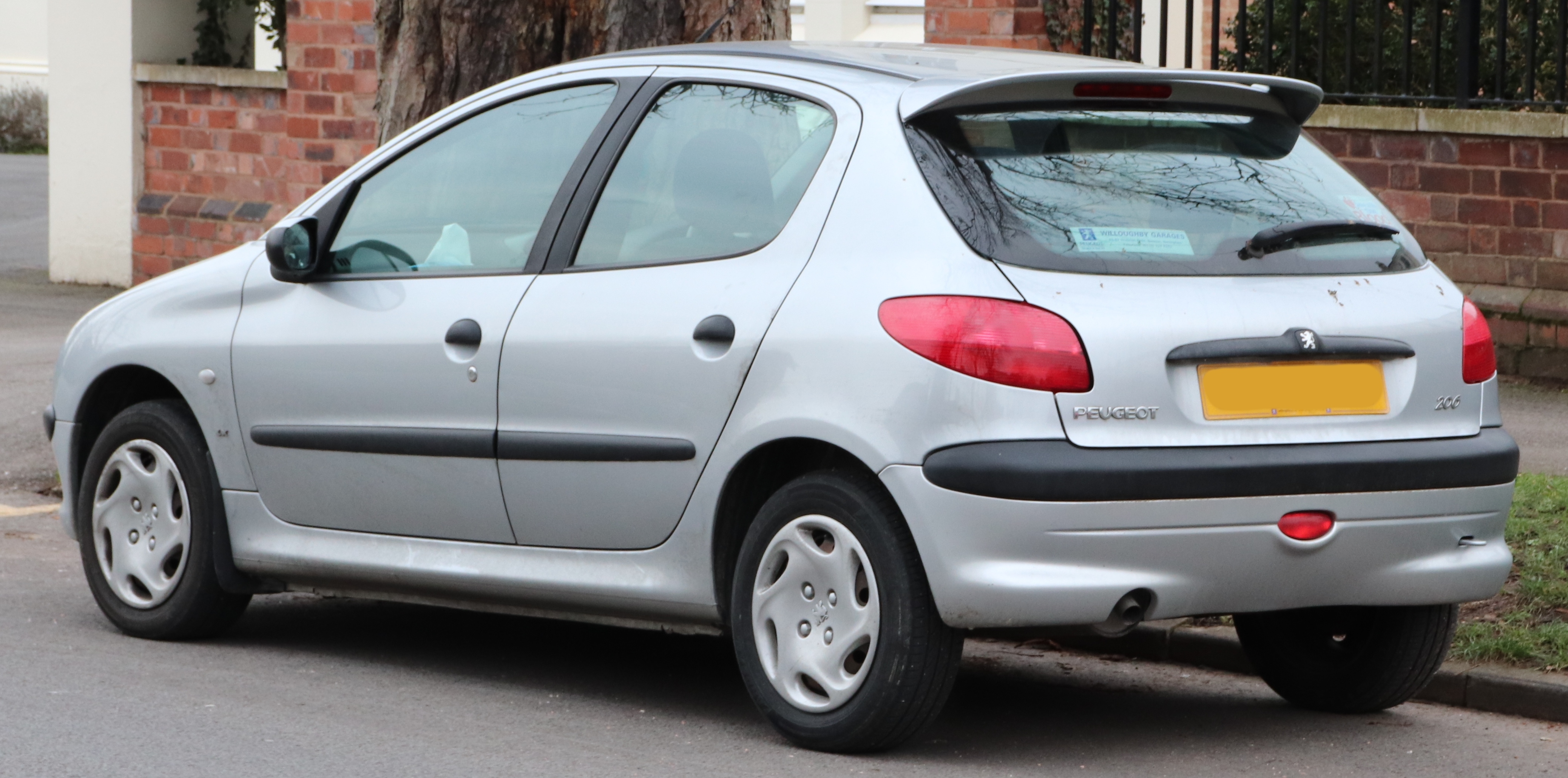
Traseira do Peugeot 206.

O 206 foi lançado originalmente, na Europa, nas motorizações 1.1L, 1.4L e 1.6L a gasolina e 1.9L diesel. Em 1999, seguiu-se a versão GTi, com motor de 2.0L e em 2003, uma versão reajustada, chamada Peugeot 206 RC (GTi 180 na Inglaterra) foi lançada, com potência de 177 cv (130 kW. Em 2001, duas novas versões foram lançadas - o 206 CC (coupé cabriolet) com um teto rígido retrátil e a versão perua, chamada de 206 SW. Uma versão sedã, desenvolvida pela Iran Khodro, foi revelada em 2005 no salão de Frankfurt daquele ano, chamada 206 Sedan.

## 206 no Brasil
Produzido no Brasil desde 2001, na planta da PSA-Peugeot Citroen em Porto Real (RJ), o 206 alcançou grande êxito no Brasil. Inicialmente comercializado com motor de 1.6L, foi seguido das versões 1.4L e 1.0L (sendo o motor 1.0L da Renault utilizado no Renault Clio que foi emprestado ao 206, por meio de uma espécie de parceria entre as duas montadoras francesas Renault e Peugeot, assim que começou a ser fabricado no Brasil no ano de 2001 na cidade de Porto Real no Rio de Janeiro). Em meados de 2004 a Peugeot deu um passo ousado, sendo a primeira marca a abandonar o segmento dos 1.0 no país (1.0 esse que não era fabricado pela Peugeot, apenas tirando a responsabilidade da Renault de emprestar o motor do Clio para o 206) sendo que já havia fabricado uma pequena quantidade de modelos 2005 com motor 1.0, isso explica vermos modelos 2005 (fabricação 2004) com motor 1.0. Relançando o Peugeot 206 1.4 Flex com um preço extremamente competitivo, comparáveis a alguns modelos 1.0 da concorrência.
Aliada ao bom acabamento, a boa direção, ao bom motor e ao desenho jovial, as vendas do compacto cresceram muito no país. 
Em 2005 a Peugeot lançou a versão perua do 206 no brasil, a 206 SW (SW de Station Wagon), que em pouco tempo começou a competir com a VW Parati. Ganhou também uma versão aventureira, a 206 Escapade e, em Junho de 2008, foi substituida pela 207 SW. 
Em agosto de 2007 a Peugeot lança o 206 automático com motor exclusivamente 1.6 e câmbio Tip Tronic e piloto automático.
Em 2008, a versão sedan do modelo é vendida no Brasil como 207 Passion, sendo importada do Irã.
Em Novembro de 2009, a Peugeot confirmou deixar de produzir o 206. Entrou em seu lugar o Peugeot 207 X-Line, versão mais em conta da família, encerrando assim um ciclo de sucesso do Peugeot 206 no Brasil. Posteriormente, o 207 teve as versões XR, XR Sport, XS e a XS Automático.

## Versões
O 206 foi fabricado nas seguintes versões:
- Soleil (1999 até 2003, já como modelo 2004)
- WRC (1999) - Versão raríssima que veio para o Brasil, na Europa possuía motor 2.0 e se chamava 206 GT (Na verdade foi uma serie especial para homologação dos 206 WRC de competição), mas veio para o Brasil equipado com o mesmo 1.6 que já conhecemos, para-choques modificados e outros detalhes de acabamento diferenciados.
- Sensation (2004 a 2010)
- Selection (2001 a 2007)
- Rallye (1999 a 2006) - "Fase 1 e fase 2", os primeiros possuíam o motor 1.6 8v, depois passou a ser equipado com o 1.6 16v tu5jp4, versão também difícil de achar.
- Quiksilver (2001 a 2003) - Equipado com motor 1.0 16v ou 1.6 16v e interior com tapeçaria Quiksilver e alguns mimos.
- Techno (2003) versão especial lançada em 2003, possuía alguns opcionais incomuns para época, como sensor crepuscular e sensores de ré, mas o ar condicionado era opcional.
- Presence (2004 a 2008) - Versão de entrada acima do Sensation, (vinha com ar condicionado, DH, vidros e travas elétricas de serie), de 2004 a 2006 teve opção de motor 1.6 e freio a disco nas 4 rodas, opção mais barata para quem queria um modelo de entrada com motor mais potente.
- Passion (1999 a 2003, já como modelo 2004)
- Moonlight (2007 a 2008) - Versão exclusiva com teto solar eletrônico, fabricadas 3600 unidades em 2007 e 1000 unidades em 2008. Todos prata ou preto, Hatch ou SW, sendo que a SW saíram 1.000 unidades somente.
- Holiday (2005 a 2006) - Versão rara, que possuía motor 1.4 ou 1.6, DH, VE e TE, mas AC era opcional.
- Feline (2004 a 2008) - Versão mais completa, fabricada com as motorizações 1.4 e 1.6.
  - Itens de Série: sensor de chuva, sensor de luminosidade, computador de bordo, retrovisores elétricos, faróis de neblina, rodas de liga-leve de 14", ar-condicionado digital, direção hidráulica, vidros elétricos nas quatro portas, volante com ajuste de altura, banco do motorista com ajuste de altura, acionamento automático do limpador traseiro ao engate da ré, travas elétricas com comando de travamento central, controle de tração, auxílio à frenagem de emergência (Não confunda com ABS. Em caso de frenagem brusca em uma emergência para evitar um acidente, muitos motoristas pisam forte no freio mas durante o "sufoco", inconscientemente, não percebem e acabam aliviando a pressão do pedal do freio fazendo com que o freio não trabalhe com todo o desempenho. O sistema detecta a velocidade em que o freio é pressionado e entende que seria uma frenagem de emergência. Então, assim que o pedal é pressionado com velocidade o sistema se encarrega de deixar o pedal mais mole e afunda além do limite afim de que seja corrigida essa falha dos motoristas. Além disso, o sistema de freios do Peugeot 206 conta com mais um diferencial e usa o controle de tração para ajudar na frenagem e automaticamente liga o pisca-alerta para sinalizar ao motorista atrás).
  - Itens Opcionais: air bag, freio ABS, controle do som no volante.
- Feline Automático (2007 a 2008) - Versão Feline com câmbio automático Tip Tronic (que dá a possibilidade de trocas sequenciais manualmente para manter a esportividade) e piloto automático.
- CC (2001 a 2008) - Versão exclusiva conversível com a capota comandada eletricamente.
- Allure (2007 a 2008) - Versão que vinha de serie com rodas aro 15 e motor 1.6, além de outros opcionais que equipavam a versão Feline.

## Peugeot 206 WRC

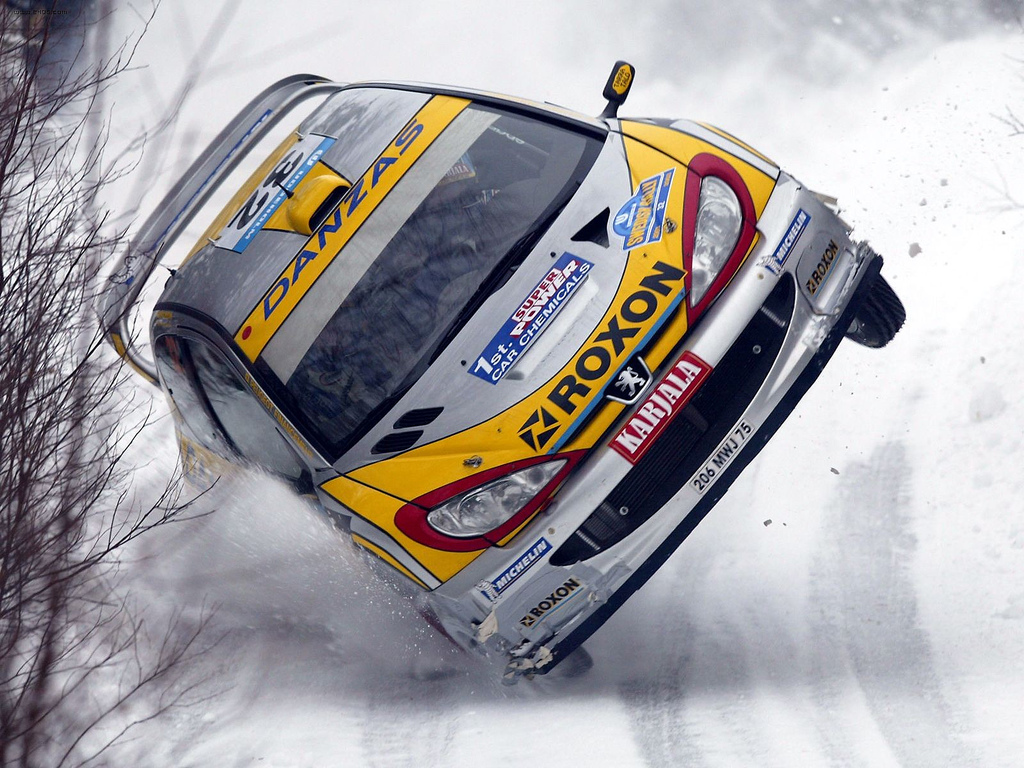
Juuso Pykälistö pilotando um Peugeot 206 WRC no Rali da Suécia de 2003.

Em 1999, a Peugeot Sport revelou o 206 WRC, que competiu pela primeira vez no Campeonato Mundial de Rali daquele ano. O carro logo se mostrou um sucesso e conquistou o título de pilotos com Marcus Grönholm. Em 2002, Grönholm ganhou novamente o título da WRC com um 206 WRC. Seu domínio nesse ano foi comparado ao domínio de Michael Schumacher na Fórmula 1. Além do título de pilotos em 2000 e 2002, a Peugeot venceu também o campeonato de contrutores por três anos seguidos, entre 2000 e 2002, No entanto, em 2003 o 206 WRC já começava a mostrar a sua idade e se tornou menos eficaz perante seus concorrentes, em especial o novo Citroën Xsara WRC e o Subaru Impreza WRC, foi então retirado da competição ao final do ano, para ser substituído pelo 307 WRC baseado no 307.

## Peugeot 206+

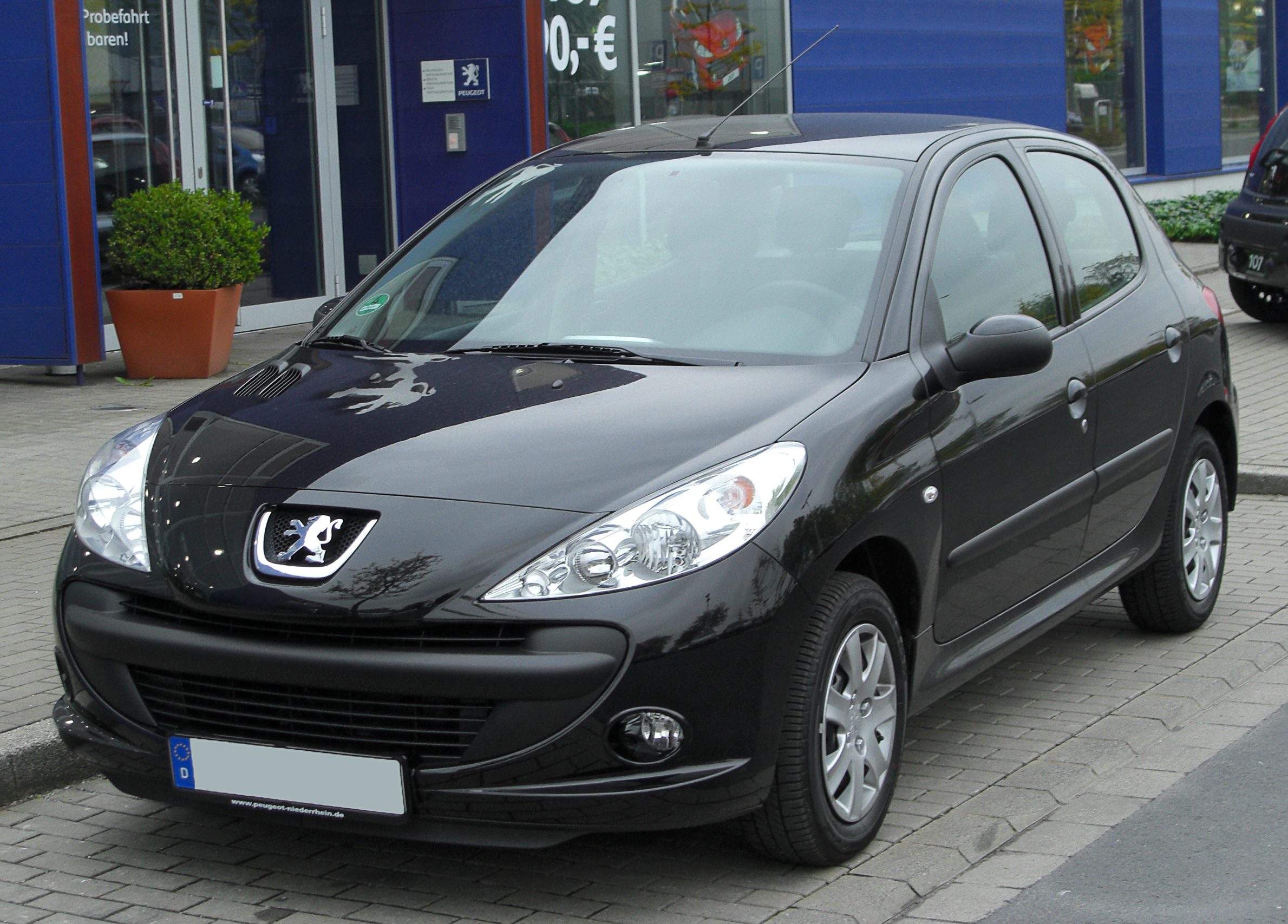
Peugeot 206+ (Euro-Spec)

O Peugeot 207 do Brasil e da Europa são diferentes. No Brasil, o Peugeot 207 é uma reestilização do Peugeot 206, recebendo alterações cosméticas em ambos parachoques e no interior, se aproximando do Peugeot 207 europeu.
Esta reestilização chegou a Europa sob nome de Peugeot 206+ (plus), convivendo com o 207 europeu.